# 阿巴迪亚德戈亚斯
阿巴迪亚德戈亚斯是巴西戈亚斯州的一个市镇。总面积146.458平方公里，总人口6531人，人口密度44.6人/平方公里。